# Вулиця Каденюка (Харків)
Вулиця Каденюка — одна з найбільш протяжних вулиць житлового масиву Нові Будинки у Харкові, що розділяє Слобідський район та Немишлянський район райони міста. До 2024 року носила назву вулиця Танкопія.

## Історія створення вулиці
Вулиця отримала свою колишню назву в 1965 році на честь Івана Танкопія — командира 17-ї стрілецької бригади військ НКВС Південно-Західного фронту, полковника, що загинув під час зміни німецької окупації на радянську.
Будинки, що мають непарні номери закріплені за Немишлянським районом, а парні — закрпілені за Слобідським районом.
Має довжину понад 3 км. Є одною з найширших вулиць Харкова.
29 квітня 2024 року вулиця Танкопія перейменована на вулицю Каденюка на честь українського космонавта Леоніда Костянтиновича Каденюка.

## Географія вулиці
Починається біля проспекту Льва Ландау. Уздовж лінії електропередач вулиця рухається двома паралельними шляхами, розділеними лінією, до перетину з проспектом Петра Григоренка. Далі вона проходить ще близько 700 м до перехрестя з вулицею Харківських Дивізій, при підході до якої високовольтна лінія поступово повертає праворуч — на південний схід. Внутрішньо-квартальний рукав вулиці до цього місця теж повертає на південь, в напрямку Парку «Зустріч», перетинає Жасминовий бульвар, переходячи далі в Садовопаркову вулицю. Основна ж магістраль вулиці Каденюка продовжує розвиватися в заданому напрямку, однак вже через 200 м робить досить крутий віраж, відхиляючись на північний схід. Приблизно через 500 м вона перетинає вулицю Ощєпкова, а потім ще через стільки ж виходить до бульвару Богдана Хмельницького, де і закінчується трохи південніше Стадіону ХТЗ.
З півночі вулиця Каденюка межує з Олімпійською вулицею, Стадіонним проїздом і вулицею Бригади Хартія. З південного боку, якщо брати до розгляду ділянку поблизу 29-го мікрорайону, Каденюка ділить внутрішньоквартальну територію з Садовим проїздом і Жасминовим бульваром.
Таким чином, вулиця Каденюка пов'язує Нові Будинки з західними околицями ХТЗ, а також районом Ново-Західного селища. Проходячи практично паралельно проспекту Героїв Харкова, вулиця є важливою транспортною артерією міста.

## Пам'ятки
У будинку 9А жив та помер поет Борис Чичибабін. У січні 1998 року фасаді будинку встановлено меморіальну дошку російською мовою і з уточненням, що це «російський поет». В липні 2024 року меморіальну дошку було демонтовано.

## Транспорт
Найближчі станції метро — «Армійська» та «Палац Спорту».